# 미국의 대중 매체
미국의 대중매체는 텔레비전, 라디오, 영화, 신문, 잡지, 웹사이트 등 여러 유형의 매체로 구성된다. 미국은 또한 강력한 음악 산업 을 가지고 있다. 많은 미디어가 광고, 구독 및 저작권 이 있는 자료의 판매를 통해 수익을 거두는 대규모 영리 기업에 의해 통제된다. 미국의 미디어 대기업은 세계 여러 지역에서 큰 수익을 올릴 뿐만 아니라 큰 반대를 일으키는 글로벌 플레이어를 주도하는 경향이 있다. 1996년 전기통신법 의 통과와 함께 규제완화 와 융합 이 더욱 진행되어 거대 합병, 미디어 소유권의 집중화, 다국적 미디어 대기업의 출현으로 이어졌다. 이러한 합병을 통해 정보를 보다 엄격하게 제어할 수 있다. 현재 5개 기업이 미디어의 약 90%를 장악 하고 있다.  비평가들은 지역주의, 지역 뉴스 및 커뮤니티 수준의 기타 콘텐츠, 미디어 지출 및 뉴스 보도, 소유권 및 견해의 다양성 이 이러한 미디어 집중 과정의 결과로 피해를 입었다고 주장한다.
그러한 기업의 성공을 설명하는 이론에는 미국 연방 정부의 특정 정책에 대한 의존 또는 기업 미디어 편향에서 업계의 자연 독점 경향이 포함된다.
국경 없는 기자회 조직은 언론 자유 기록에 대한 조직의 평가를 기반으로 연간 국가 순위를 집계하고 발표한다. 2013~2014년에 미국은 180개국 중 46위에 랭크되어 전년도보다 13포인트 하락했다.

## 신문
20세기에 널리 성공한 후, 신문은 수년에 걸쳐 미국 가정에 대한 영향력과 침투력이 감소했다. New York Times, The Wall Street Journal 및 USA Today는 미국에서 가장 많이 발행되는 신문이며 대부분의 미국 도시에서 판매된다.
타임즈 ' 주요 독자는 항상 뉴욕시 사람들이었지만, 뉴욕 타임즈는 점차 지배적인 전국 "기록의 신문"이 되었다. 전국적으로 매일 배포되는 것과 별개로, 이 용어는 뒷호가 전국의 모든 적당한 규모의 공공 도서관에서 마이크로필름에 보관된다는 것을 의미하며, 타임즈의 기사는 역사가와 판사 모두가 종종 주요 역사적 사건이 발생한 증거로 인용된다. 특정 날짜. 로스앤젤레스 타임즈 (Los Angeles Times)와 월스트리트 저널( Wall Street Journal )도 기록이 적은 신문이다. USA 투데이는 전국 신문으로 자리 매김하기 위해 노력했지만 학계에서 "McPaper"로 널리 조롱을 받았고 대부분의 도서관에서 구독(아카이브는 고사)하지 않다.
방금 언급한 신문 외에도 모든 주요 대도시 지역에는 자체 지역 신문이 있다. 일반적으로 대도시 지역은 특정 청중을 대상으로 하는 많은 소규모 간행물과 함께 최대 하나 또는 두 개의 주요 신문을 지원한다. 출판 비용은 수년에 걸쳐 증가했지만 신문 가격은 일반적으로 낮게 유지되어 신문은 광고 수익과 Associated Press, Reuters 또는 Bloomberg News 와 같은 주요 통신사 유선 서비스에서 제공하는 기사에 더 많이 의존하게 되었다. 국가 및 전 세계에 적용된다.
아주 소수의 예외를 제외하고, 미국의 모든 신문은 수십 또는 수백 개의 신문을 소유하고 있는 Gannett 또는 McClatchy 와 같은 대형 체인에서 개인 소유이다. 소수의 서류를 소유한 작은 사슬로; 또는 개인이나 가족에 의해 점점 더 희귀해지는 상황에서.
대부분의 범용 신문은 일주일에 한 번, 보통 목요일이나 금요일에 인쇄되거나 매일 인쇄된다. 주간 신문은 발행부수가 훨씬 적은 경향이 있으며 시골 지역이나 작은 마을에서 더 널리 퍼진다. 주요 도시에는 종종 주류 일간지를 보완하기 위해 " 대안 주간지 "가 있다. 예를 들어 New York City의 Village Voice 또는 Los Angeles의 LA Weekly 와 같이 가장 잘 알려진 두 가지를 예로 들 수 있다. 주요 도시는 또한 지역 비즈니스 저널, 지역 산업과 관련된 무역 문서, 지역 민족 및 사회 집단을 위한 문서를 지원할 수 있다.

## 잡지
영어권 북미 미디어 시장의 거대한 규모 덕분에 미국에는 거의 모든 관심 분야에 서비스를 제공하는 수백 개의 잡지가 있는 대규모 잡지 산업이 있다. 대부분의 잡지는 대형 미디어 대기업 또는 소규모 지역의 형제 중 하나가 소유하고 있다. American Society of Magazine Editors 는 우수성을 인정하는 연례 National Magazine Awards를 후원한다.
미국에는 세 개의 주요 주간 뉴스 잡지 가 있다: Time, Newsweek, US News and World Report . Time 은 매년 "올해의 인물"을 선정하는 것으로 잘 알려져 있으며 US News는 미국 대학의 연간 평가를 발표한다.
미국은 또한 The Atlantic, New Yorker, Harper 's Magazine 및 Foreign Policy를 비롯한 12 개가 넘는 주요 정치 잡지를 보유하고 있다. 엔터테인먼트 잡지 버라이어티, 할리우드 리포터, 롤링 스톤, LA 레코드 및 빌보드는 매우 유명하다. 예술 분야에서는 Smithsonian 과 Art in America 잡지가 주요 잡지이다.

## 라디오
미국 라디오는 FM과 AM의 두 가지 대역으로 방송한다. 일부 방송국은 인터뷰와 토론이 포함된 토크 라디오 만 제공하는 반면 음악 라디오 방송국은 상위 40위, 힙합, 컨트리 등 특정 유형의 음악을 방송한다. 라디오 방송 회사는 최근 몇 년 동안 점점 더 통합되었다. National Public Radio는 미국의 주요 공공 라디오 네트워크이지만 대부분의 라디오 방송국은 상업적이고 이익 지향적이다.
정치 매체로서의 토크 라디오는 1987년 공정성 원칙의 폐지로 인해 1990년대에 폭발적인 인기를 얻었다.
1970년 연방 통신 위원회는 한 개인이나 회사가 소유할 수 있는 라디오 방송국의 수를 1개로 제한했다. 오전 및 1 FM 로컬 및 7 am 및 전국 7개의 FM 방송국. 그러나 1996년 통신법으로 인해 미디어 소유권이 광범위하게 집중 되었기 때문에 라디오 회사는 지역 시장당 8개 이하의 지역 방송국을 소유할 수 있었다.
인기를 얻고 있는 새로운 형태의 라디오는 위성 라디오이다. 2개의 가장 큰 구독 기반 라디오 서비스는 Sirius 위성 라디오 와 XM 위성 라디오이며, 이들은 최근에 Sirius XM 라디오를 형성하기 위해 합병되었다. 지상파 라디오와 달리 음악 채널은 광고가 없으며 다른 채널은 최소한의 광고를 제공한다. 위성 라디오도 FCC의 규제를 받지 않는다.

## 텔레비전
미국 가정의 99%는 적어도 하나의 텔레비전을 가지고 있고 대다수의 가정은 하나 이상을 가지고 있다.  미국의 4대 방송사는 NBC (National Broadcasting Company), CBS (구 Columbia Broadcasting System), American Broadcasting Company (ABC), Fox Broadcasting Company (Fox)이다.  2019년 8월 13일 CBS와 Viacom은 합병 의사를 공식적으로 발표했으며 합병 된 회사의 이름은 ViacomCBS 로 변경되었다. 2019년 12월 4일 합병이 완료되었다 회사는 CW에 50%의 지분을 갖게 된다.
영어가 아닌 텔레비전 방송의 가장 일반적인 형태인 여러 스페인어 방송(케이블 포함) 네트워크가 있다. 이러한 네트워크는 영어 네트워크만큼 널리 전파되지 않으며 대부분 라틴계 및 히스패닉 인구가 많은 시장에서 사용 가능하다. 이러한 무선 네트워크 중 일부는 지역 기반 소유 및 운영 스테이션 또는 제휴 스테이션에 대한 가용성이나 수요 없이 시장의 케이블, 위성 및 IPTV 제공업체에 직접 공급된다.
이러한 네트워크 중 가장 큰 Univision은 1986년 스페인 국제 네트워크의 후계자로 출범했다. 주요 경쟁자는 NBC(2001년 Telemundo 인수)의 자매 네트워크인 Telemundo (1986년 추정)이다. 설립: 2009년 Estrella TV 는 또 다른 스페인어 방송 텔레비전 네트워크이다.

## 동영상

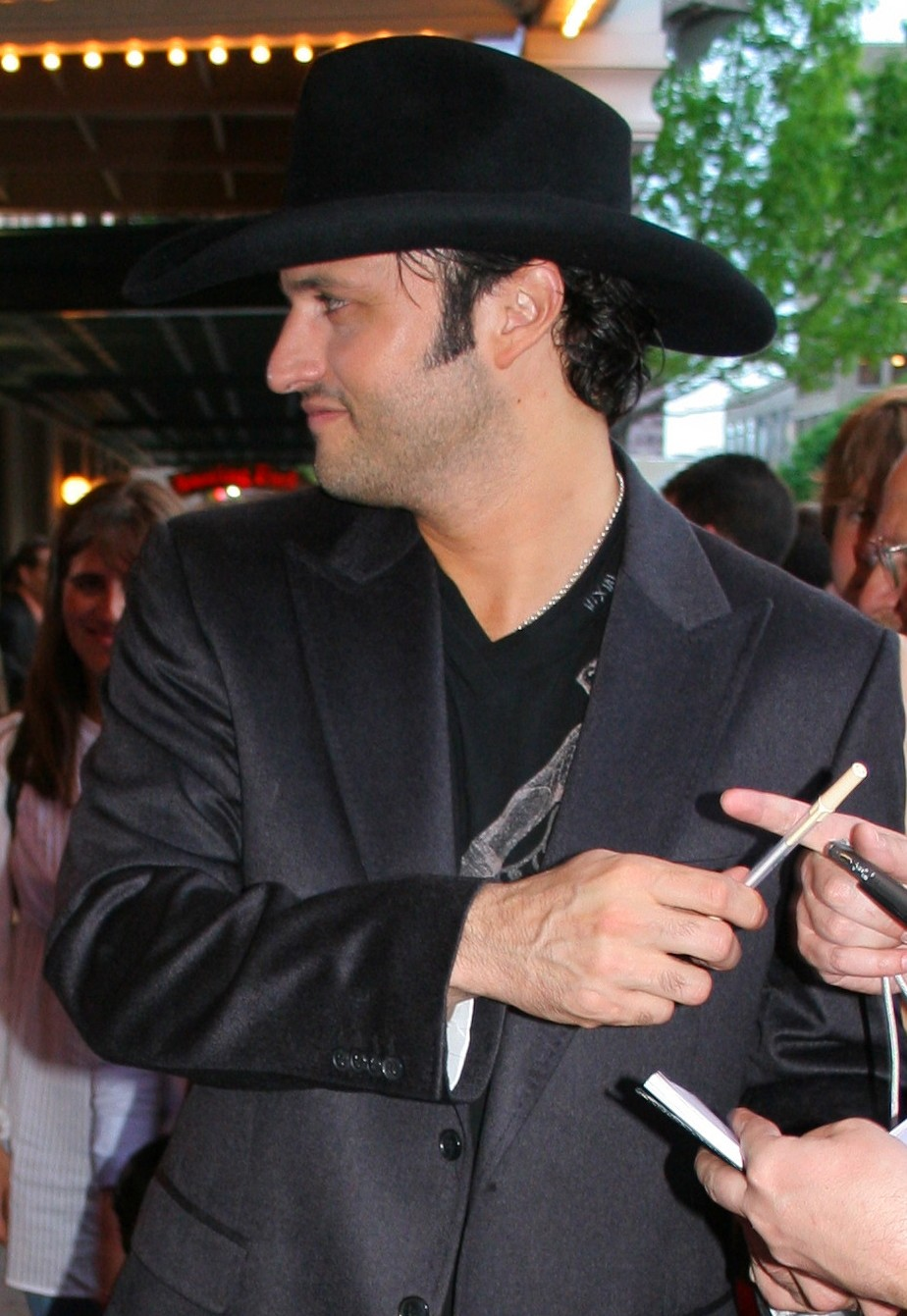
Robert Rodriguez는 1992년 액션 영화 El Mariachi를 감독했으며 이 영화는 2달러의 수익을 올린 후 상업적으로 성공했다. 7,000달러(스튜디오 제작비 제외)의 초기 예산으로 백만 달러를 투자하고 기술의 발전 덕분에 자신의 케이블 TV 채널인 El Rey를 시작했다.

20세기에 영화 산업은 미국에서 가장 성공적이고 강력한 산업 중 하나로 부상했다. 다른 지적 재산권 산업과 함께 제조업과 농업의 중요성이 감소함에 따라 미국 경제에서 영화 산업의 상대적 중요성이 강화되었다.

## 비디오 게임
미국은 전체 산업 직원의 관점에서 세계에서 가장 큰 비디오 게임 입지를 가지고 있다. 2017년 미국 게임 산업 전체의 가치는 US$18.4 약 2457개의 회사로 구성되어 있으며 대략 220,000명의 직원이 고용되어 있다. 미국 비디오 게임 수익은 $230에 이를 것으로 예상된다. 1억 5천만 명 이상의 미국인이 비디오 게임을 하고 있으며 평균 연령은 35세이고 성별은 남성이 59%, 여성이 41%이다.

## 인터넷
인터넷은 신문 및 기타 미디어 조직이 뉴스를 전달하고 기록 보관소를 공개할 수 있는 수단을 제공했다. 수익은 광고 또는 구독 결제를 통해 생성된다. Google 및 Yahoo!와 같은 웹 포털 및 검색 엔진 외에도, 가장 인기 있는 웹사이트는 YouTube, Wikipedia, Facebook, Twitter, Amazon, Yelp, IMDb, Reddit, Pinterest, eBay, TripAdvisor, Indeed, healthline, Webmd, Mapquest, Merriam-webster, zillow, Quora, MyAnimeList, Anime News Network 및 엣시가 있다.

## 같이 보기
- 연방 통신 위원회